# Università di Città del Capo
L’Università di Città del Capo (University of Cape Town in inglese, Universiteit van Kaapstad in afrikaans) è un'università pubblica di Città del Capo in Sudafrica. Fondata nel 1829 col nome di South African College, è la più antica università del Sudafrica.

## Storia

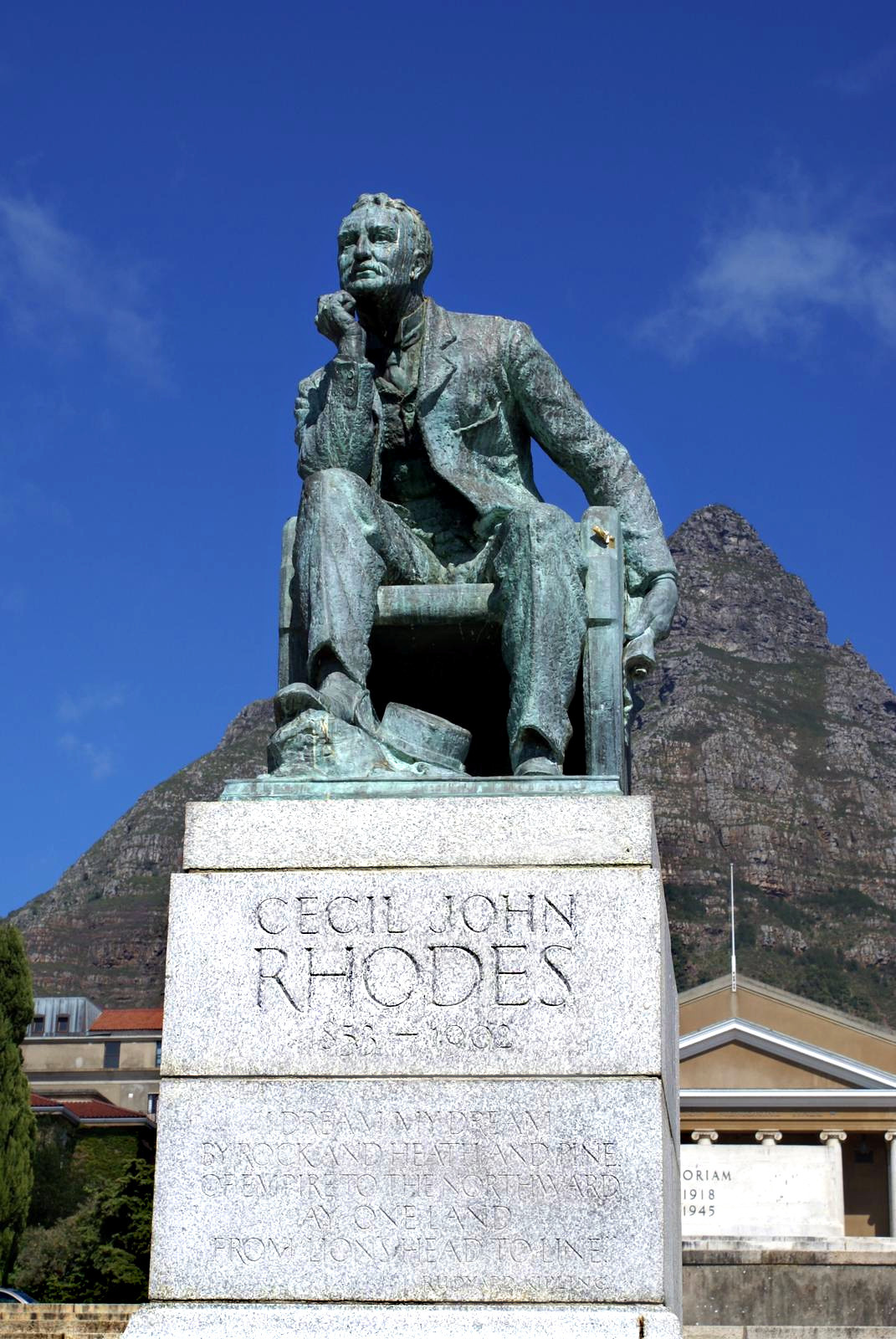
Statua di Cecil Rhodes nel Campus superiore

L'Università si è formata a partire dal Collegio Sudafricano, che venne inaugurato il 1º ottobre 1829, a seguito di una sovvenzione per la promozione delle scuole britanniche, nell'allora Colonia del Capo, stanziata dal governatore Lord Henry Charles Somerset. Nel 1874 si decise di separare gli studenti più giovani da quelli più anziani dando quindi luogo da una parte a un istituto dedicato alla formazione primaria e secondaria chiamato South African College Schools e dall'altra all'Universita di Città del Capo.
Gli anni fra il 1880 e il 1900 furono anni di grande sviluppo grazie ai finanziamenti pubblici e privati ricevuti. Vennero realizzati i laboratori dedicati alle scienze e furono attivati i dipartimenti di mineralogia e geologia per soddisfare le necessità di personale qualificato nelle emergenti industrie estrattive di diamanti e oro. Risale allo stesso periodo l'ammissione delle donne, che fu inizialmente su base provvisoria e divenne definitiva nel 1887. Inoltre fra il 1902 ed il 1918 c'è stata l'istituzione della Scuola di Medicina, l'introduzione di corsi di ingegneria e di un Dipartimento per la Formazione.
Nel 1928 l'università spostò la maggior parte dei suoi edifici sulle pendici del Picco del Diavolo, nella tenuta di Groote Schuur lasciata in eredità alla nazione da Cecil Rhodes.
L'università ammise il suo primo piccolo gruppo di studenti neri nel 1920. Successivamente il numero di studenti neri rimase relativamente basso fino al 1980-1990, quando l'università, interpretando i segnali di cambiamento nel paese, si è impegnata in un processo di trasformazione interno.
Dal 1990, il numero di studenti neri ammessi all'università è aumentato del 35%. Entro il 2004, quasi la metà dei 20.000 studenti dell'UCT era di pelle nera e di questi poco meno della metà era di sesso femminile.

## Sede

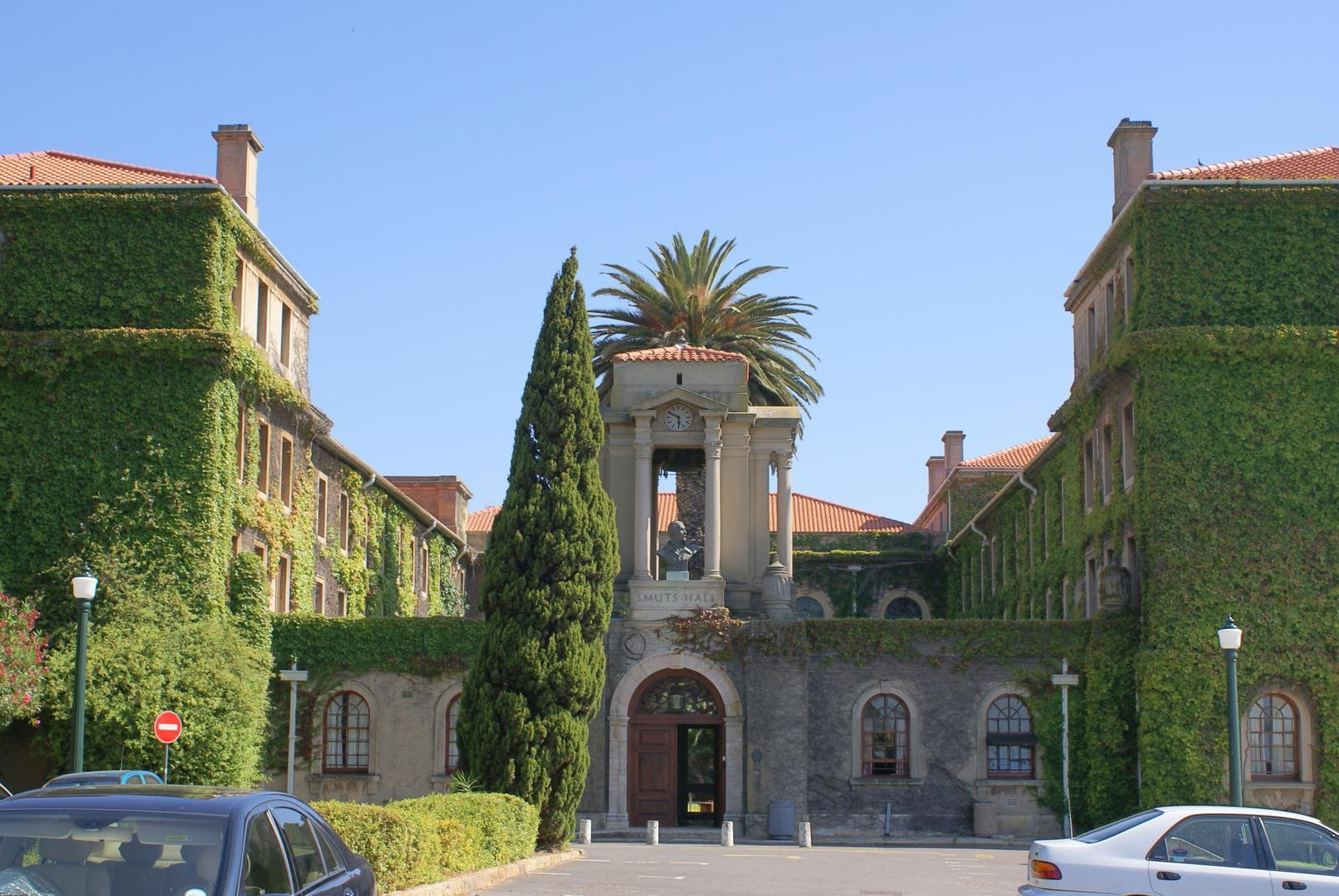
Campus superiore - lo Smuts Hall

L'università è distribuita su sei campus:
- Campus superiore; è il campus principale. Si trova nell'estremo ovest del quartiere di Rondebosch, alle pendici del Devil's Peak. Vi si trovano la facoltà di Scienze, Ingegneria, Commercio, e la maggior parte della facoltà di Scienze umanistiche, così come le residenze Smuts Hall (per gli uomini) e Fuller Hall (per le donne). Sul lato est del campus, lungo la strada a scorrimento veloce M3, si trovano i campi sportivi. Il campus è praticamente diviso in due da una grande scalinata, detta Jammie Steps, che parte dai campi sportivi e sale in cima alla Jameson Hall, il luogo dove ha luogo il cerimoniale di laurea. Gli edifici principali ed il disegno del campus furono progettati da l'architetto Joseph (JM) Solomon. Tuttavia fu un altro architetto, CP Walgate, a curare i lavori che durarono dal 1920 al 1929[1].

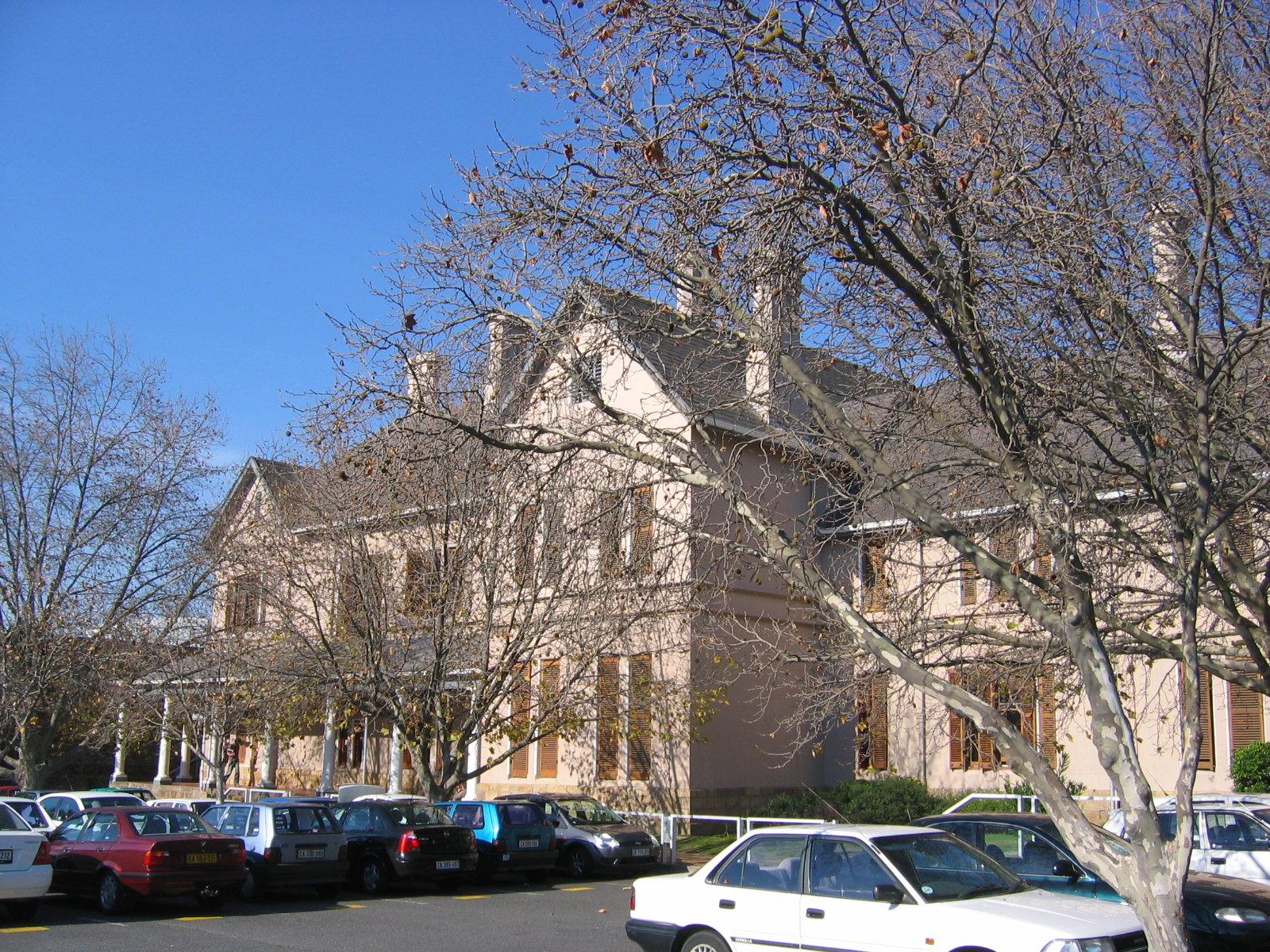
Scuola di Musica nel Campus inferiore

- Campus mediano e inferiore; sono separati dal compus superiore dalla M3. Un tunnel pedonale sotterraneo collega il campus superiore agli altri due. Si trovano nel quartiere di Rondebosch ed ospitano la Facolta di Legge, il South African College of Music, la maggior parte delle residenze degli studenti, una gran parte degli uffici amministrativi dell'università e diversi impianti sportivi.
- Campus della scuola di Medicina: si trova nell'Ospedale Groote Schuur nel quartiere dell'Osservatorio. Qui ha sede la facoltà di scienze della Salute.
- Campus Hiddingh; si trova nel centro di Città del Capo, lungo la parte iniziale della M3 che in qual tratto prende il nome di Orange Street (nel quartiere di Gardens). Ospita i dipartimenti di Belle Arti e Drammaturgia.
- Campus Breakwater; si trova in Portswood Road, nella zona del porto di fronte al Victoria & Alfred Waterfront. Ospita la Graduate School of Business.

## Organizzazione
L'organizzazione dell'Università è definita dal 2002 dallo statuto dell'Università di Città del Capo in conformità con il Higher Education Act del 1997. Prima del 2002, era definita da altre leggi che conferivano sostanzialmente la stessa struttura.
Il capo formale dell'Università è il Rettore (detto Chancellor), ma questa carica è di tipo onorifico senza un potere esecutivo. Il ruolo primario del Chancellor è quello di conferire i titoli a nome dell'Università, e di rappresentare l'Università nel mondo.  L'attuale Chancellor è Graça Machel, eletta per un periodo di 10 anni nel settembre 1999 e rieletta nel maggio 2010.
Il capo esecutivo è il Vice-Chancellor (o VC). Il VC ha la responsabilità generale per la politica e l'amministrazione dell'Università. L'attuale VC è il dottor Max Price, che ha sostituito il professor Njabulo Ndebele il 1 ° luglio 2008.
L'Università è divisa in sei facoltà, ciascuna guidato da un Preside. Le facoltà ed i relativi presidi sono:
- Facoltà di Commercio: Prof. Melvin Ayogu;
- Facoltà di Ingegneria e Costruzione dell'Ambiente: Prof. Francesco Peitersen;
- Facoltà di Scienze della Salute: Prof. Mariano Jacobs;
- Facoltà di Scienze umanistiche: Prof. Paula Ensor;
- Facoltà di Legge: Prof. Pamela Jane Schwikkard;
- Facoltà di Scienze: Prof. Kathy Driver